# Алеге
Алеге (итал. Alleghe) је насеље у Италији у округу Белуно, региону Венето.
Према процени из 2011. у насељу је живело 656 становника. Насеље се налази на надморској висини од 1029 м.

## Становништво
Према резултатима пописа становништва 2011. у општини је живело 1.331 становника.
| 1931. | 1936. | 1951. | 1961. | 1971. | 1981. | 1991. | 2001. | 2011. |
| ----- | ----- | ----- | ----- | ----- | ----- | ----- | ----- | ----- |
| 1.791 | 1.738 | 1.910 | 1.862 | 1.691 | 1.569 | 1.480 | 1.408 | 1.331 |